# L'Étonnant Serge Gainsbourg
L'étonnant Serge Gainsbourg è il terzo album discografico del cantautore francese Serge Gainsbourg, pubblicato nel 1961.

## Tracce
1. La Chanson de Prévert – 3:01
2. En Relisant Ta Lettre – 2:01
3. Le Rock de Nerval (poesia di Gérard de Nerval) – 1:51
4. Les Oubliettes – 2:28
5. Chanson de Maglia (poesia di Victor Hugo) – 2:05
6. Viva Villa – 3:23
7. Les Amours Perdues – 2:57
8. Les Femmes C'est du Chinois (Gainsbourg/Goraguer) – 2:32
9. Personne - 2:44
10. Le Sonnet d'Arvers (scritta da Félix Arvers) - 1:53

## Formazione
- Serge Gainsbourg - voce
- Alain Goraguer - arrangiamenti ed orchestra